# 副三角锥齿兽属
副三角锥齿兽属（学名：Paratritemnodon）为鬣齿兽目的一个属。

## 下属物种
本属包括以下物种：
- 印度副三角锥齿兽 Paratritemnodon indicus Ranga Rao, 1973
- 干河副三角锥齿兽 Paratritemnodon jandewalensis Thewissen et al., 2001